# M6 (штык-нож)
M6 (M6 bayonet) — армейский штык-нож.
Данный штык-нож был принят официально на вооружение Армией США в комплекте с винтовкой M14 в 1957 году.
Клинок штыка М6 — асимметрично-двулезвийный. Ножны — пластмассовые с железным устьем и брезентовым подвесным ремнём.

## Общие характеристики
- Общая длина — 290 мм
- Длина клинка — 170 мм
- Ширина клинка — 22 мм
- Внутренний диаметр кольца в крестовине — 18 мм